# Klodian Duro
Klodian Duro (Tirana, Comtat de Tirana, Albània, 21 de desembre de 1977) és un futbolista d'Albània. Juga de migcampista i el seu equip actual és el KF Tirana de la Kategoria Superiore d'Albània.

## Clubs
| Club                    | País     | Temporades                |
| ----------------------- | -------- | ------------------------- |
| KF Tirana               | Albània  | 2011- 2005-2008 1998-1999 |
| LASK Linz               | Àustria  | 2010-2011                 |
| Apollon Limassol        | Xipre    | 2009-2010                 |
| AC Omonia               | Xipre    | 2008-2009                 |
| Arminia Bielefeld       | Alemanya | 2004-2005                 |
| Çaykur Rizespor Kulübü  | Turquia  | 2004                      |
| FK Partizani            | Albània  | 2003                      |
| Malatyaspor             | Turquia  | 2002-2003                 |
| Galatasaray Spor Kulübü | Turquia  | 2002-2003                 |
| Samsunspor              | Turquia  | 2002                      |
| KS Vllaznia             | Albània  | 2000-2001                 |
| KS Elbasani             | Albània  | 1999 1996-1998            |